# Erling, Jiangsu
Erling (kinesiska: 珥陵, 珥陵镇) är en köpinghuvudort i Kina. Den ligger i provinsen Jiangsu, i den östra delen av landet, omkring 78 kilometer öster om provinshuvudstaden Nanjing. Antalet invånare är 45 858. Befolkningen består av 23 008 kvinnor och 22 850 män. Barn under 15 år utgör 8,0 %, vuxna 15-64 år 77 %, och äldre över 65 år 14,0 %.
Runt Erling är det tätbefolkat, med 550 invånare per kvadratkilometer. Närmaste större samhälle är Yanling, 11,2 km väster om Erling. Trakten runt Erling består till största delen av jordbruksmark.
Genomsnittlig årsnederbörd är 1 525 millimeter. Den regnigaste månaden är juli, med i genomsnitt 289 mm nederbörd, och den torraste är januari, med 43 mm nederbörd.